# Інститут масової інформації
Інститут масової інформації (ІМІ) — українська медійна громадська організація, що відстоює права журналістів, аналізує медіасферу, висвітлює пов'язані з медіа події, протидіє пропаганді та дезінформації, забезпечує медіа засобами захисту для відряджень у зону бойових дій під час російсько-української війни з 2014 року. Має представників у 20 регіонах України та мережу хабів «Медіабаза».
ІМІ долучається до розроблення законопроєктів і медійних реформ, а також наказів та інших документів, які регулюють діяльність медіа та інформаційний простір в Україні. Сприяє розслідуванню злочинів проти журналістів, активно працює у робочих групах із правоохоронцями.
ІМІ є організацією-співзасновником Медіаруху, який об’єднує понад 100 медіа та журналістів з усієї України.
Серед партнерів ІМІ — «Репортери без кордонів», організація також входить до мережі Міжнародної організації із захисту свободи слова (IFEX).

## Історія
Інститут масової інформації (ІМІ) — перша українська громадська організація, яка заснована саме українськими та іноземними журналістами 10 жовтня 1995 року. На відміну від радянської традиції, коли медіа контролювалися державними структурами, профспілками або політичними силами, ІМІ був створений з метою сприяння розвитку незалежної та професійної журналістики в Україні. 20 лютого 1996-го ГО отримала офіційну реєстрацію в Міністерстві юстиції.
Основною метою організації було впровадження міжнародних стандартів журналістики та подолання радянського підходу, за яким медіа виконували функцію пропаганди та інформування громадськості відповідно до державної політики. ІМІ прагнув створити систему вільної та професійної преси, що є необхідною умовою демократичного суспільства.
Першим міжнародним партнером ІМІ стала французька Школа вдосконалення журналістів (École du Louvre). У співпраці з факультетами журналістики Київського національного університету імені Тараса Шевченка, Національного університету «Києво-Могилянська академія», Запорізького національного університету, Черкаського національного університету імені Богдана Хмельницького та Львівського національного університету імені Івана Франка, а також за участі французьких викладачів, були розроблені нові навчальні програми з журналістики. На основі цих програм у вищих навчальних закладах викладалися спеціалізовані курси, а також видано близько 15 навчальних посібників. Одним із найвідоміших став «Гід журналіста», який у 1990-х та на початку 2000-х років набув широкого поширення серед студентів-журналістів.
Другим ключовим напрямом діяльності ІМІ став правовий захист журналістів. У співпраці з міжнародною організацією «Репортери без кордонів», ІМІ першим розпочав систематичний моніторинг порушень свободи слова в Україні, використовуючи методологію міжнародних організацій. Починаючи з 1998 року, організація регулярно публікує «Барометр свободи слова», що фіксує випадки цензури, тиску на журналістів та обмеження медіасвободи.

### Керівники громадської організації
- Оксана Романюк (з 2013 року) — чинна директорка Інституту масової інформації.
- Вікторія Сюмар (2004–2012) — займала посаду директорки громадської організації протягом восьми років.
- Юлія Сабрі (1998–2003) — керувала ІМІ п’ять років.
- Ірина Чемерис (1996–1997) — очолювала організацію протягом одного року.
- Світлана Артеменко (1995–1996) — перша директорка ІМІ, на той час працювала в міжнародному відділі інформаційної агенції УНІАН.

Алла Лазарєва була головою Інституту масової інформації з 1995 по 2004 рік, а також є співзасновницею організації та досі входить до Наглядової ради ІМІ.

## Проєкти

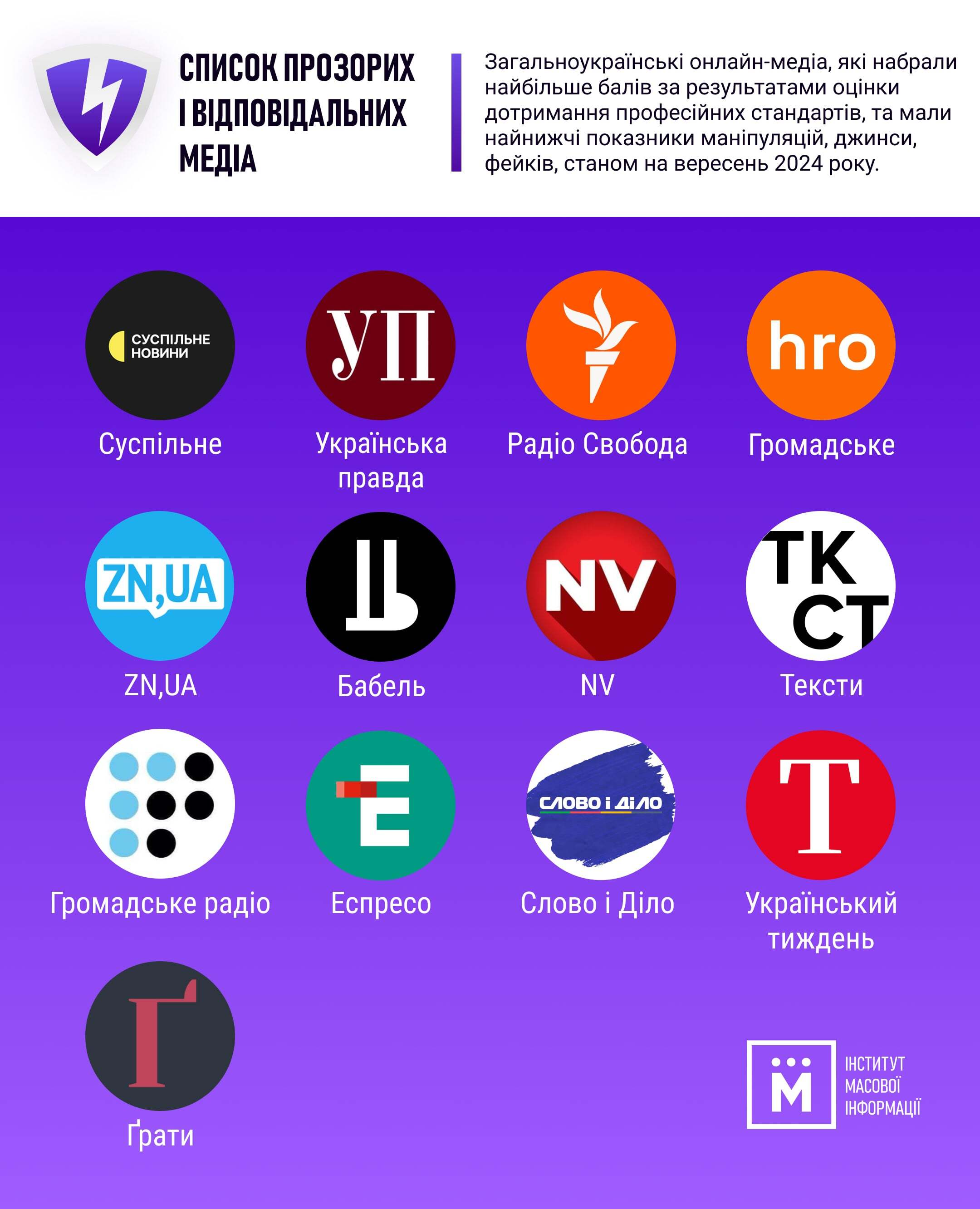
До Списку прозорих та відповідальних медіа, відомого як Білий список, у другому півріччі 2024 року ввійшли 13 медіа

###### Список прозорих та відповідальних медіа, відомий як Білий список
Із 2019 року Інститут масової інформації публікує список найякісніших українських онлайн-медіа раз на пів року. У список входять загальноукраїнські онлайн-медіа, які набрали найбільше балів за результатами оцінки дотримання професійних журналістських стандартів та мали найнижчі показники маніпуляцій, джинси, фейків, сексизму, мови ворожнечі. Рівень дотримання професійних стандартів на ресурсах, які увійшли до Білого списку, в середньому становить близько 96%.

###### Моніторинг російських злочинів проти журналістів та медіа
Інститут масової інформації відстежує та фіксує факти про злочини Росії щодо журналістів і медіа з початку повномасштабного вторгнення 24 лютого 2022 року. Серед них — вбивства, зникнення, викрадення та поранення журналістів, обстріли телевеж, захоплення та напади на редакції, вимкнення українського мовлення та трансляція агресивної російської пропаганди, кіберзлочини, припинення роботи медіа через війну Росії проти України тощо.

###### Барометр свободи слова
Ініційований у 1998 році, український проєкт моніторингу стану свободи слова публікувався українською, англійською та французькою мовами у друкованому форматі до 2017 року. Публікації виходили раз на рік, а також розміщувалися на офіційному вебсайті організації.
Підсумкові аналітичні хроніки, що узагальнювали ситуацію зі свободою слова в Україні у 2014, 2015 та 2016-му роках, досі доступні для ознайомлення на сайті ІМІ. Обкладинки окремих випусків ілюстрували світлини українського фотографа Максима Левіна, який трагічно загинув у 2022 році — його застрелили російські військові у Київській області невдовзі після початку повномасштабного вторгнення.
Методологія проєкту відповідає стандартам провідних міжнародних організацій, які займаються захистом свободи слова. Вона була адаптована на основі методології міжнародної організації «Репортери без кордонів» (Reporters Without Borders), з якою здійснювався спільний моніторинг. Окремі друковані екземпляри видання зберігаються в приватних архівах учасників проєкту.
Наразі ІМІ щомісяця випускає моніторинг онлайн, де фіксує випадки порушення свободи слова в Україні. На основі даних моніторингу, ІМІ робить щорічні оцінки рівня свободи слова в Україні і готує відповідні рекомендації для державних органів, міжнародних організацій, інституцій громадянського суспільства.
Барометр свободи слова є основним показником розвитку медіа-сектора для аудиторії всередині та за межами України. Результати цього моніторингу слугують основою для проведення кампаній, звернень до уряду, заяв та оцінок громадянського суспільства, законодавчих ініціатив всередині України. А також використовуються ЄС, ООН, ОБСЄ, «Репортерами без кордонів», Freedom House, іншими міжнародними організаціями для оцінки демократичного розвитку країни, створення рейтингів, оцінки легітимності виборів в країні тощо.
- У 2014-му ІМІ вів список[11] постраждалих медійників під час Майдану, де фігурують понад 200 осіб. Згодом цей список став важливим доказом злочинів режиму Януковича та злочинів росіян проти українських журналістів.
- Новий пік порушень прав журналістів припав на повномасштабне вторгнення Росії. Першого ж дня, 24 лютого 2022 року, ІМІ почав документувати злочини росіян проти медіа і журналістів в окремому моніторингу[12].

###### Мапа рекомендованих медіа (проєкт, створений спільно з ГО “Детектор медіа”)
Інтерактивну Мапу рекомендованих медіа, розроблену Інститутом масової інформації та «Детектором медіа», запустили в 2023 році. До неї входять якісні медіа з усіх регіонів України. На онлайн-карті відображені журналістські проєкти, які найкраще відповідають стандартам журналістики. Ціль Мапи — зробити видимими регіональні незалежні та відповідальні українські медіа і допомогти громадянам із пошуком достовірних джерел інформації.

###### Моніторинг дотримання стандартів журналістики
Щоквартально Інститут масової інформації проводить аналіз дотримання професійних стандартів журналістики провідними українськими онлайн-медіа. Експерти оцінюють рівень дотримання стандарту балансу думок і точок зору, достовірності та відокремлення фактів від коментарів. У моніторингу вказують медіа, новини яких відповідають стандартам на:
- 95% і вище;
- понад 90%;
- понад 80%;
- до 80%;
- до 70%.

###### Моніторинг джинси в онлайн-медіа
Щоквартально ІМІ випускає моніторинг джинси в національних медіа, називаючи головних замовників і тренди. «Джинса» — це прихована реклама, яка подається в медіа під виглядом журналістського матеріалу і не позначена як реклама зрозумілим для аудиторії чином. 13% опитаних ІМІ журналістів вказали, що їх змушують писати джинсу в тих медіа, де вони працюють, свідчать дані анонімного опитування у вересні 2023 року.
ІМІ щоквартально моніторить популярні онлайн-медіа України, щоб проаналізувати зростання чи спадання кількості джинси. Показує співвідношення між політичними та комерційними замовниками матеріалів з ознаками замовності.
ІМІ відкрито називає імена вигодоотримувачів матеріалів з ознаками джинси та лідерів розміщення таких матеріалів серед українських медіа. А також перелік доброчесних медіа, які не розміщують матеріали з ознаками замовності.

###### Моніторинг гендерного балансу в медіа
Із 2013 року ІМІ системно моніторить дотримання гендерного балансу українськими національними онлайн-медіа. Фіксує представленість жінок-експерток в ключових темах, присутність жінок як героїнь, стереотипи, сексизм, дискримінаційну лексику, ейджизм.
ІМІ першим почав проводити гендерний моніторинг в Україні та розробив унікальну методологію. Його ціль —  вказати медіа на помилки для досягнення гендерного балансу, що сприятиме покращенню видимості та представленості українських жінок.

###### Моніторинг наративів російської агресивної пропаганди
Розроблено концепцію моніторингу для притягнення кремлівських пропагандистів до відповідальності на основі Руандійського кейсу, в якому велику роль зіграла геноцидна риторика радіостанції «Тисяча пагорбів».
Зібрано базу доказів, що охоплює понад 300 кремлівських пропагандистів, які причетні до геноцидної риторики проти України. Запроваджено нову термінологію, ІМІ закликає використовувати терміни “агресивна пропаганда” або “геноцидна риторика” на позначення російської пропаганди.

###### Дослідження контенту
ІМІ регулярно робить огляд контенту онлайн-медіа та соціальних мереж. Експерти громадської організації досліджують реакції українських чи закордонних медіа на певну подію чи тему. А також аналізують контент російської агресивної пропаганди.

## Медіабази

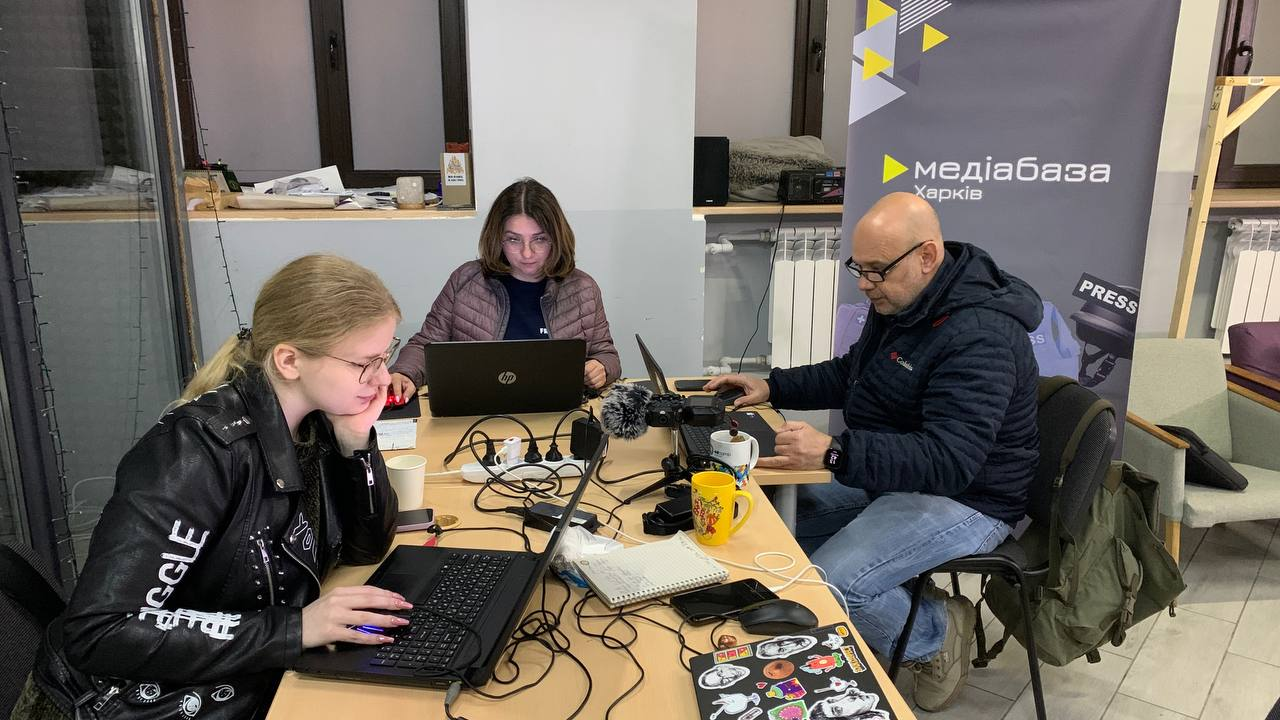
Журналісти працюють у Медіабазі Харків

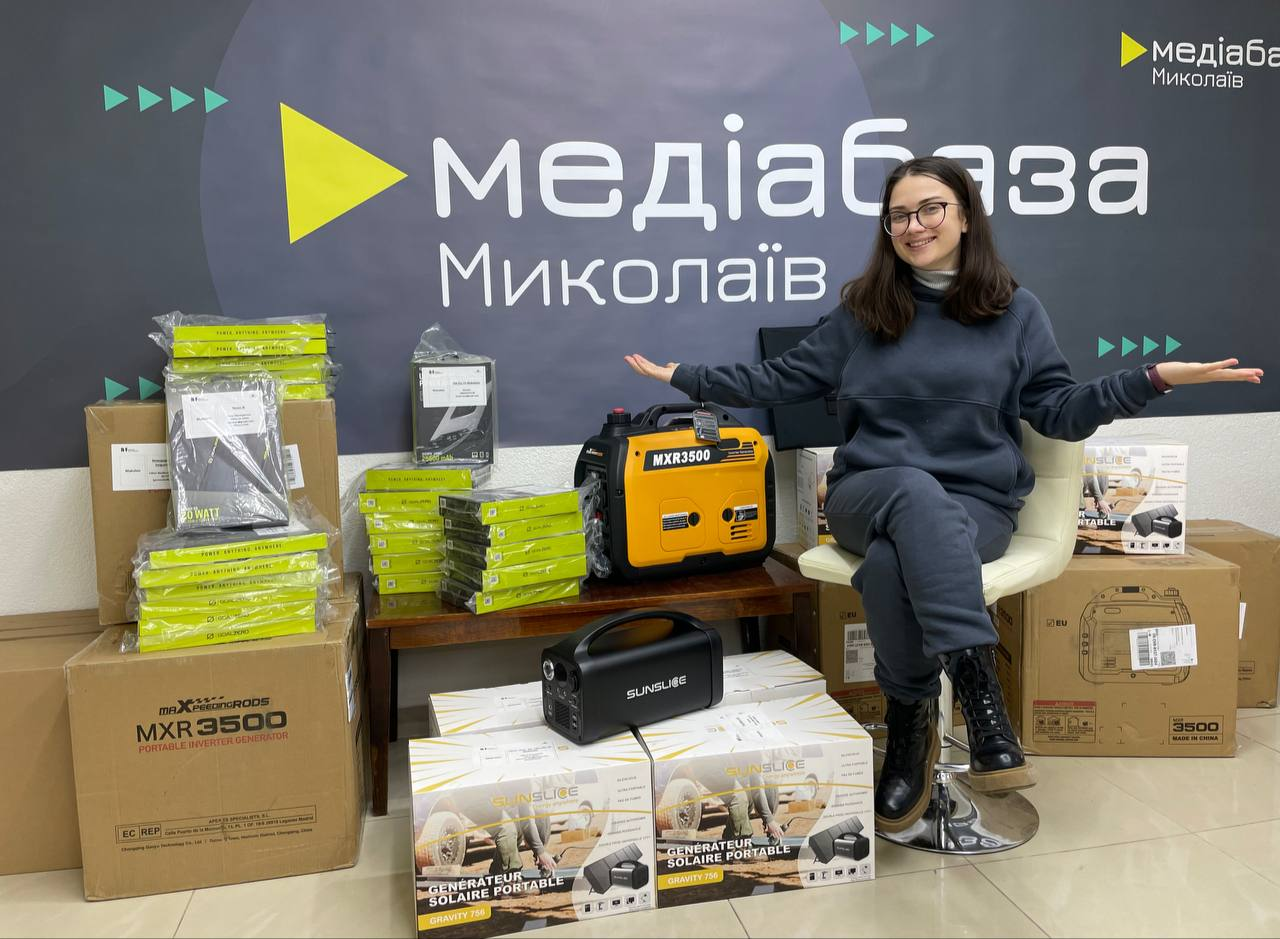
Обладнання для роботи журналістів під час відключень електроенергії у Медіабазі Миколаїв

Медіабази — це мережа 15-ти регіональних хабів для журналістів.
- ІМІ запустив перші 10 медіабаз 15 листопада 2022 року[23] для підтримки роботи незалежних медійників в умовах повномасштабної війни Росії проти України.
- Невдовзі до переліку доєдналася медібаза в Сумах. 20 серпня 2024 року ІМІ відкрив[24] ще дві медіабази в Чернівцях та Слов'янську.
- А 18 грудня 2024 року громадська організація оголосила про офіційне відкриття ще двох медіабаз — у Черкасах та Хмельницькому[25].

ІМІ запустив мережу медіабаз, щоб створити пункти незламності для працівників місцевих редакцій. Медіабази надають робочі місця журналістам під час блекаутів, забезпечують бронежилетами, шоломами, іншим обладнанням, проводять тренінги.
Також медіабази налагоджують комунікацію між журналістами та органами місцевого самоврядування, військовими або правоохоронцями. Цей перелік діяльності не є вичерпним, адже регіональні хаби ІМІ працюють від потреб медійної спільноти у своєму регіоні. Наприклад, у медіабазі в Слов'янську медійники можуть користуватися технікою для знімання, трансляції відео- та аудіоматеріалів, а у Чернівцях — записувати подкасти тощо.
Основні послуги:
- безоплатна оренда бронежилетів, касок, аптечок, павербанків та іншого технічного обладнання;
- коворкінг з безперебійним інтернетом та електроенергією, в якому медійники можуть працювати під час відключень електроенергії, записувати інтерв'ю;
- навчання для медійників;
- консультації щодо роботи на фронті, пошуку додаткового фінансування для медіа та інші.

Медіабази є в таких містах:
- Житомир
- Чернігів
- Суми
- Харків
- Полтава
- Кропивницький
- Дніпро
- Запоріжжя
- Миколаїв
- Одеса
- Херсон
- Чернівці
- Слов'янськ
- Черкаси
- Хмельницький

## Юридична діяльність
З 1998 року при ІМІ діє Центр правничої експертизи, який безкоштовно надає юридичні консультації журналістам, що опинилися під тиском державних чи тіньових владних структур. ІМІ виграв наступні справи:
- 2001—2002 — виправдання безпритульного Ігоря Вередюка у справі Ігоря Александрова, директора ТРК «ТОР» в Слов'янську. Адвокат Б. Ференц довів, що Вередюк не вбивав журналіста.
- 2003 — справа за позовом журналіста М. Мельника проти «Голоса Опілля». Адвокат ІМІ Т. Кириченко виграла справу, редакція була зобов'язана поновити журналіста на посаді й сплатити моральну шкоду на 1893 грн.
- 2002—2006 — справа Ярослава Ткачівського, головного редактора «Тижневика Галичини». Адвокат В. Корнілов, з котрим ІМІ склав контракт, представляв інтереси Ткачівського в суді.
- 2003 — справа газети «Перехрестя» (Шостка), адвокат І. Ведмеденко. Вперше в Україні часопис виграв справу за статтею 171 — перешкоджання професійній журналістській діяльності.
- 2004 — справа «України молодої» проти Центральної виборчої комісії. Адвокат М. Полудьоний, якого залучив ІМІ, захищав часопис у суді.
- 2005 — справа «України молодої» за позовом М. Самбур. Адвокат Т. Шмарьова, з якою ІМІ склав контракт, виграла справу.[26][27]
- 2005 — справа «Української Правди» за позовом М. Самбур. Адвокат Т. Шмарьова, з якою ІМІ склав контракт, виграла справу.[26][27]
- 2005 — справа «Гонгадзе проти України» в Європейському суді з прав людини у Страсбурзі, Франція. Адвокат Сільвія Прес-Лосінот, з якою ІМІ склав контракт, захищала Мирославу Гонгадзе.
- 2006—2007 — справа інтернет-видання «Українська Правда» за позовом С. М. Плужнікова. Адвокати Т. Шмарьова, з якою ІМІ склав контракт, та юрист ІМІ Роман Головенко представляли інтереси «УП» у суді.
- 2006 — справа газети «Вчасно» (Чернігів), котру звинувачували в передруку статті. Юрист ІМІ Р. Головенко захищав газету в суді.

## Посібники для журналістів

Посібник для журналістів, які працюють в небезпечних умовах. 2016 рік

ІМІ видав понад два десятки підручників для журналістів, серед яких:
- Проросійська і антизахідна конспірологія в інформаційній війні[29]
- Робота під PRESSом. Посібник для безпечної повсякденної роботи медійників[30]

Посібник для безпечної повсякденної роботи медійників. 2020 рік

У посібнику подаються практичні рекомендації, що стосуються повсякденної роботи журналістів (включно з плануванням роботи й оцінюванням ризиків), налагодження комунікації, репутаційних ризиків, масових акцій, роботи в судах тощо, а також міститься інформація щодо особливостей роботи журналістів у гарячих точках. Детально описано поради стосовно цифрової безпеки журналістів, кібербулінгу та психологічної безпеки. Роз'яснюються юридичні аспекти роботи журналістів.
- ЗМІ та вибори: саморегуляція, безпека, закони[31]
- Посібник для журналістів «Як писати про місцеву владу»[32]
- Журналіст і (НЕ) безпека. Посібник для журналістів, які працюють в небезпечних умовах[33]
- Медіакомпас: путівник професійного журналіста[34]
- Комунікація громадських ініціатив. Для тих, хто творить зміни[35]
- Практичний посібник для працівників комунікаційних структур в органах влади[36]
- З чого складаються місцеві новини Півдня і Сходу України[37]
- Основи судової журналістики[38]
- Гендер для медій: підручник для журналістів[39]
- Посібник для журналістів в гарячих точках від «Репортерів без кордонів»[40]

Також Інститут масової інформації випускав друком підсумкові аналітичні хроніки моніторингу свободи слова в Україні у 2014, 2015 та 2016-му роках.
Серед інших підручників ІМІ: «Техніка інтерв'ю», «Техніка репортажу», «Репортаж у друкованій пресі», «Журналістське розслідування», «Економічна журналістика», «Етичні засади роботи журналіста: західний досвід», «Щоденна робота журналіста», «Гід газетяра», «Гід журналіста», «Міжнародна газетна журналістика», «Інфографія у пресі», «Інтернет у роботі журналіста», «Геополітика держав. Короткий словник для журналістів».